# Stephanos I. (Konstantinopel)

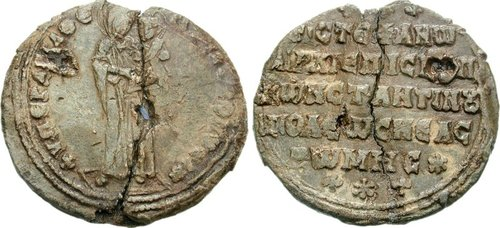
Siegel von „Stephanos, Erzbischof von Konstantinopel, Neu Rom“ (eventuell von Stephan II.)

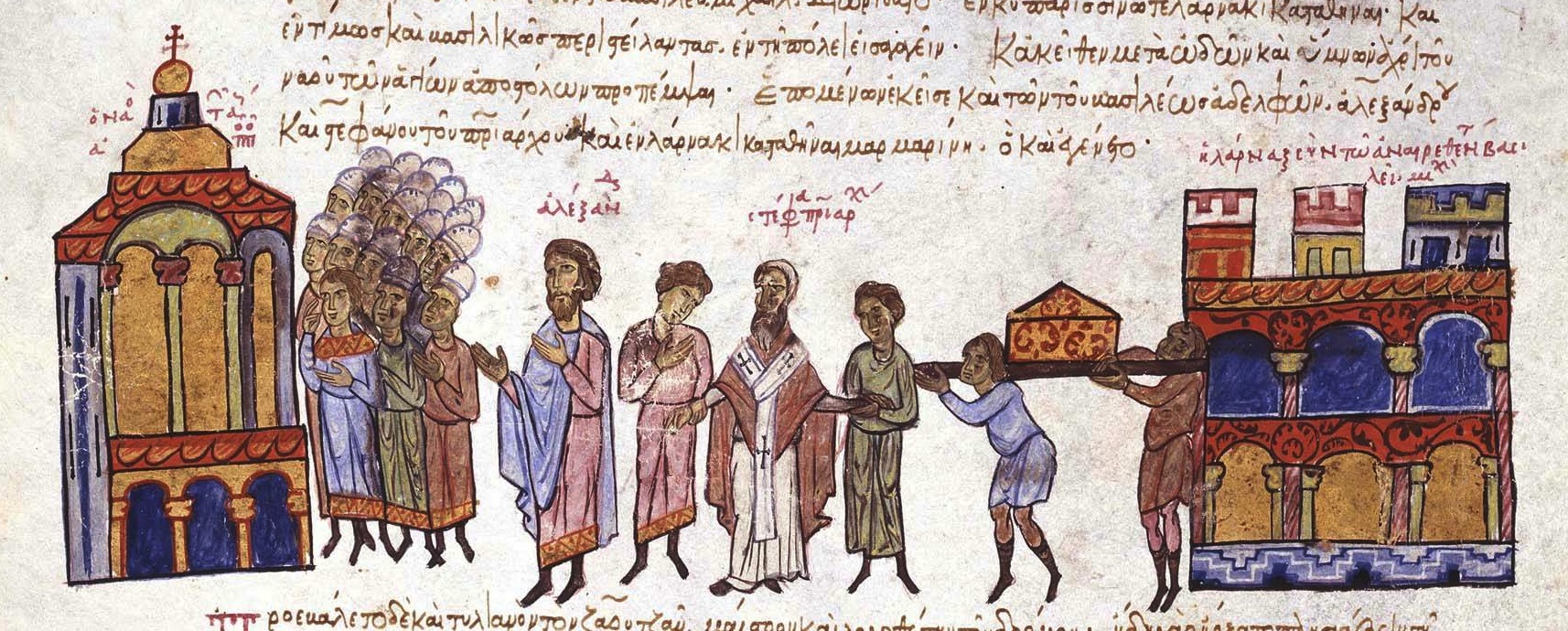
Stephanos I. bei der Umbettung von Michael III. 886, Miniatur, Chronik des Johannes Skylitzes, Madrid

Stephanos I. (griechisch Στέφανος Α΄; * November 867; † 17. oder 18. Mai 893) war von 886 bis 893 Patriarch von Konstantinopel.

## Leben
Stephanos war der Sohn von Eudokia Ingerina, die zunächst Konkubine des Kaisers Michael III. († 867), aber auch noch zu dessen Lebzeiten Ehefrau seines Nachfolgers Basileios I. war. Offiziell galt Basileios als der Vater des Stephanos, Gerüchte schreiben jedoch Michael die Vaterschaft zu.
Das Geburtsdatum des späteren Patriarchen ist ebenfalls nicht eindeutig bestimmbar: Verbreitet ist die Behauptung, dass Stephanos der jüngste Sohn des Basileios gewesen sein soll. Dies geht aus der zeitgenössischen Bezeichnung BEKLAS hervor, die die Initialen von Basileios, seiner Frau Eudokia und seinen vier Söhnen Konstantin (aus erster Ehe), Leo, Alexander und Stephanos beinhaltet. Lange Zeit ging man davon aus, dass die Söhne dabei in der Reihenfolge ihrer Geburt genannt werden. Auch Konstantin VII. und der Autor der Vita Euthymii schreiben, dass Stephanos der jüngste Sohn des Basileios gewesen sei. Möglicherweise haben sie aber diese Information ebenfalls nur aus dem Akronym BEKLAS entnommen und könnten darin geirrt haben. Die Logothetenchronik legt jedenfalls eine andere Reihenfolge der Geschwister nahe: Ihr zufolge wurde Alexander frühestens im November 869 geboren, Stephanos jedoch an einem Weihnachtstag zwischen dem September 867 und dem Januar 869 (also entweder 867 oder 868) getauft. Damit muss er älter als Alexander gewesen sein. Aus einem 933 geschriebenen Brief des Ministers Daphnopates an Metropolit Anastasius von Herakleia geht außerdem hervor, dass Stephanos mit 19 Jahren Patriarch geworden sei, während durch Leon Magistros Choirosphaktes belegt ist, dass er mit 25 Jahren starb. 867 ist also das wahrscheinlichste Geburtsdatum.
Bereits in jungen Jahren wurde Stephanos kastriert und zum Mönch geweiht. Am 25. Dezember 886 wurde er von seinem Bruder, dem gerade an die Macht gekommenen Kaiser Leo VI., an Stelle des abgesetzten Photius I. zum Patriarch von Konstantinopel ernannt. Indem er einen nahen Verwandten zum Patriarchen machte, versuchte Leo wieder mehr Einfluss auf die Kirchenpolitik nehmen zu können, was den Kaisern bei den starken und eigenwilligen Patriarchen der letzten Jahrzehnte nicht möglich gewesen war. Proteste gegen die Wahl sind nicht bekannt, zumal kein geeigneter Gegenkandidat zur Stelle war und der kränkliche Stephanos in der Machtpolitik der Zeit keine mögliche Gefahr darzustellen schien. Tatsächlich sind aus seiner Amtszeit keine herausragenden Aktivitäten überliefert.
Da er jedoch einige Jahre zuvor von Patriarch Photios I. zum Diakon geweiht worden war, erkannten Stephanos die Anhänger von dessen Rivalen Ignatios I. zunächst nicht an. Auch Papst Stephan V. hatte Photios feindlich gegenübergestanden, erkannte Stephanos I. jedoch als Patriarchen an, möglicherweise weil er auf die militärische Unterstützung der Byzantiner im Kampf gegen die Sarazenen angewiesen war.
Angeblich starb Stephanos nach sechs- bis siebenjähriger Amtszeit an der überaus harten Askese, die er übte. Er wird in den orthodoxen Kirchen als Heiliger verehrt, Gedenktag ist der 18. Mai.